# Андрійчук Марія Ігорівна
Марія Ігорівна Андрійчук (17 серпня 2004 року, Біла Церква ( Київська область, Україна ) — українська фігуристка, яка виступає в одиночному катанні . Бронзовий призер чемпіонату України (2021).

## Біографія
Народилася 17 серпня 2004 року у місті Біла Церква Київської області . Почала займатися фігурним катанням у 2013 році, перед початком російсько-української війни. Тренувалася у рідній Білій Церкві. Представляла місцеву ДЮСШ "Зміна"  . З 2016 року каталася під керівництвом Вадима Честаховського, який одразу помітив, що «у неї сильні ноги, завдяки чому вона добре стрибатиме»  .
У сезоні 2020/21 брала участь у першому для себе дорослому чемпіонаті України . У боротьбі за срібло поступилася харків'янці Таїсії Спесівцевій, яка набрала 142,15 бала. Марія успішно зробила каскад із потрійного лутця та подвійного тулупа, стрибнула сольні сальхо та лутц у три обороти. За сумою двох програм вона здобула 141,84 бала, залишившись на третьому місці  .
За кілька днів до чемпіонату Європи, що проходив у січні 2022 року, замінила у складі збірної України Анастасію Шаботову, яка пропустила турнір за станом здоров'я. Та Марія не зуміла виступити на цих змаганнях. Вона була виключена зі списку учасників через позитивний тест на коронавірус .
24 лютого 2022 року, на момент початку повномасштабного вторгнення російської федерації на територію України, Марія знаходилася вдома: «Все почалося приблизно о п'ятій ранку. Спершу я не зрозуміла, що відбувається, мені просто хотілося спати, адже вранці треба було йти на тренування. Але потім батьки сказали мені збирати речі і їхати з міста в безпечніше місце, поки не обміркуємо подальший план дій »  .
Під час російської окупації Київської області 17-річна фігуристка разом із матір'ю, братом, тіткою та кузеном вирушила потягом до Ужгорода, а потім пішки перейшла кордон з Угорщиною. Протягом місяця тренувалася у Дебрецені, вирішуючи, що робити далі. Згодом туди дістався її тренер Вадим Честаховський. Після цього вони переїхали до Риги, де знайшли відповідну арену для тренувань  .
У Латвії Марія тренувалася у «Kristal Ice Club». Згодом вся група Честаховського займалася у Марупі . Восени 2022 року дебютувала в серії « Челеджер ». У 2023 році привезла золото з міжнародного турніру Merano Ice Trophy, також відомому як Меморіал Мартіни Баррічеллі  .

## Результати
| Змагання                 |            | 20/21      | 21/22      | 22/23      |
| Міжнародні               | Міжнародні | Міжнародні | Міжнародні | Міжнародні |
| ------------------------ | ---------- | ---------- | ---------- | ---------- |
| CS Finlandia Trophy      |            |            |            | 18         |
| CS Warsaw Cup            |            |            |            | 10         |
| Dragon Trophy            |            |            |            | 14         |
| Bosphorus Cup            |            |            |            | 4          |
| Merano Ice Trophy        |            |            |            | 1          |
| Autumn Talents Cup       |            |            | 4          |            |
| Spring Talents Cup       |            | 3          |            |            |
| Міжнародні серед юніорів |            |            |            |            |
| Гран-прі Словенії        |            |            | 15         |            |
| Гран-прі Австрії         |            |            | 13         |            |
| Kurbada Cup              |            |            | 1          |            |
| Toruń Cup                | 12         |            |            |            |
| Ice Star                 | 17         |            |            |            |
| Національні              |            |            |            |            |
| Чемпіонат України        |            | 3          | 6          | 4          |
| ЧУ серед юніорів         | 3          | 2          |            |            |
| Кубок України            |            | 2          |            |            |